# Ci (Handan)
Ci (chinesisch 磁縣 / 磁县, Pinyin Cí Xiàn) ist ein chinesischer Kreis der bezirksfreien Stadt Handan im Süden der Provinz Hebei. Er hat eine Fläche von 1.023 km² und zählt 677.884 Einwohner (Stand: Zensus 2010).
Die Gräber im Ci-Kreis aus der Zeit der Nördlichen Dynastien (Ci xian Bei Chao muqun 磁县北朝墓群) und die Jiangwucheng-Stätte (Jiangwu cheng yizhi 讲武城遗址) aus der Zeit der Streitenden Reiche bis Han-Dynastie stehen seit 1988 bzw. 2006 auf der Liste der Denkmäler der Volksrepublik China.